# Onthophagus antoinei
Onthophagus antoinei là một loài bọ cánh cứng trong họ Bọ hung (Scarabaeidae).